# Villamartín
Villamartín é um município da Espanha na província de Cádiz, comunidade autónoma da Andaluzia, de área 210,62 km² com população de 12.038 habitantes (2004) e densidade populacional de 57,16 hab/km².
Faz parte da Rota das aldeias brancas.

## Demografia
| Variação demográfica do município entre 1991 e 2004 | Variação demográfica do município entre 1991 e 2004 | Variação demográfica do município entre 1991 e 2004 | Variação demográfica do município entre 1991 e 2004 |
| --------------------------------------------------- | --------------------------------------------------- | --------------------------------------------------- | --------------------------------------------------- |
| 1991                                                | 1996                                                | 2001                                                | 2004                                                |
| 12385                                               | 11967                                               | 11953                                               | 12038                                               |